# الاستخدام العسكري المزعوم لمستشفى الشفاء
مجمع الشفاء الطبي هو مستشفى حكومي يقع في مدينة غزة؛ معظم العاملين فيه هم موظفون لدى السلطة الوطنية الفلسطينية في الضفة الغربية. خلال حرب غزة، صرحت إسرائيل والولايات المتحدة بوجود عدة مجمعات تحت مستشفى الشفاء، تستخدمها حماس كـ«قاعدة عمليات رئيسية»، وهو الادعاء الذي نفته حماس ومديرو المستشفى. يحظر القانون الدولي استهداف المستشفيات ما لم يكن هناك دليل على استخدامها لأغراض عسكرية «ضارة بالعدو»، فضلاً عن استخدام الدروع البشرية  وكلاهما يشكل جرائم حرب.
وبعد أن نشرت إسرائيل ما ادّعت أنه أدلة مصورة عن أنفاق حماس تحت المستشفى في 22 نوفمبر/تشرين الثاني، خلصت وكالات أنباء متعددة إلى أن الأدلة لم تثبت استخدام حماس لمركز قيادة. قالت منظمة العفو الدولية في 23 نوفمبر/تشرين الثاني 2023 إنها «لم ترَ حتى الآن أي دليل موثوق يدعم ادعاء إسرائيل بأن مستشفى الشفاء يضم مركز قيادة عسكرية» وأن «الجيش الإسرائيلي فشل حتى الآن في تقديم أدلة موثوقة» على هذا الادعاء. ونفى عزت الرشق، أحد مسؤولي حماس، أن تكون الحركة قد استخدمت المستشفى درعاً لمنشآتها العسكرية تحت الأرض، قائلاً إنه لا صحة لهذه الادعاءات. نشرت صحيفة نيويورك تايمز تقريراً في فبراير/شباط 2024، أكد وجود أنفاق تحت الأرض، واستشهد التقرير بمواد استخباراتية إسرائيلية سرية تشير إلى أن حماس استخدمت المستشفى كغطاء.
واتُهمت إسرائيل بشن حرب دعائية لصرف الانتباه عن الاتهامات بأن أفعالها في مستشفى الشفاء تشكل انتهاكات للقانون الدولي. واتهم الطاقم الطبي في مستشفى الشفاء إسرائيل بالتسبب بشكل مباشر بوفاة المدنيين الذين يتلقون العلاج في مستشفى الشفاء، بما في ذلك الأطفال الخدج. ووصف رئيس منظمة الصحة العالمية الغارة التي شنت على المستشفى في نوفمبر/تشرين الثاني بأنها «غير مقبولة على الإطلاق».
بعد انتهاء حصار مجمع الشفاء الطبي، دعا مفوض الأمم المتحدة السامي لحقوق الإنسان، فولكر تورك إلى إجراء تحقيق مستقل، قائلاً: «هذا تحديدًا هو المكان الذي نحتاج فيه إلى تحقيق دولي مستقل، لأن لدينا روايات مختلفة، لا يمكنك استخدام المستشفيات لأي أغراض عسكرية. ولكن لا يمكنك أيضًا مهاجمة مستشفى في غياب أدلة واضحة.» شهدت غارة في مارس 2024 اشتباكًا بين القوات الإسرائيلية وقوات حماس في إطلاق نار متبادل على المستشفى.

## الخلفية

### الرعاية الصحية الممولة حكومياً في قطاع غزة
مستشفى الشفاء هو مستشفى حكومي يقع في مدينة غزة، فلسطين. ولكن على الرغم من سيطرة حكومة حماس على معظم أنشطة الحكومة في قطاع غزة (مثل الشرطة وإنفاذ القانون)، فإن طاقم العمل في مستشفى الشفاء يعمل لدى السلطة الفلسطينية التي تتخذ من رام الله مقراً لها في الضفة الغربية، والتي تديرها حالياً حكومة فتح التي يرأسها محمود عباس. وقد قامت حكومة حماس في قطاع غزة بتمويل مبادرات صحية فردية بشكل متقطع مثل علاجات التلقيح الصناعي للأزواج الذين يعانون من العقم. كان تمويل التلقيح الاصطناعي شائعًا على نطاق واسع وحصل على دعم شعبي كبير، على الرغم من أنه كان متاحًا فقط لعدد محدود للغاية من الأزواج على نظام اليانصيب. في عام 2017، وصفت صحيفة الغارديان هذه الخطوة بأنها «بادرة حسن نية من حزب حماس الحاكم». أثناء الغزو الإسرائيلي لقطاع غزة، تعرضت عيادة التلقيح الصناعي الرئيسية في مدينة غزة لقذيفة دبابة واحدة أصابت مختبر التخزين المبرد بشكل مباشر ودمرت أكثر من 4000 جنين بشري مجمد، و1000 عينة من الحيوانات المنوية والبويضات المجمدة، وكان العديد منها من أزواج لم يعودوا قادرين على إنتاج الحيوانات المنوية أو البويضات.

### القانون الدولي
في أواخر أكتوبر 2023، أصدر جيش الاحتلال الإسرائيلي بيانًا حول أنشطة حماس المزعومة في مستشفى الشفاء، جاء فيه: «استمرت منظمة حماس الإرهابية في العمل أسفل مستشفى الشفاء في غزة، مستخدمة الآلاف من المرضى والأطباء والموظفين في المبنى لحماية مقرها تحت الأرض».
يحظر القانون الإنساني الدولي استهداف المستشفيات ما لم يكن هناك دليل على استخدامها لأغراض عسكرية «ضارة بالعدو»، فضلاً عن استخدام الدروع البشرية للمقاتلين؛ وكلاهما يشكل جرائم حرب.

## التاريخ
في عام 1983، قام الإسرائيليون ببناء «غرفة عمليات آمنة تحت الأرض وشبكة أنفاق» أسفل المبنى الثاني من المستشفى. في 20 نوفمبر 2023، قال رئيس الوزراء الإسرائيلي السابق إيهود باراك، في إشارة إلى المخابئ التي بنتها إسرائيل منذ عقود، لشبكة سي إن إن : «من المعروف منذ سنوات عديدة أن حماس تمتلك المخابئ التي بناها في الأصل بناة إسرائيليون تحت الشفاء [والتي] استخدمت كمركز قيادة لحماس. ويشكل تقاطع العديد من الأنفاق جزءًا من هذا النظام». خلال عملية تجديد في التسعينيات، أضيف قبو كبير، قال جيش الاحتلال الإسرائيلي لاحقًا إن حماس استولت عليه واستخدمته لتخزين الأسلحة. وبحسب مسؤولين إسرائيليين، قامت حماس بعد ذلك بحفر الطابق السفلي الأصلي، ثم أضافت طوابق جديدة وربطته كمركز داخل نظام الأنفاق الحالي.
وخلص تحقيق أجرته قناة فرانس 24 في نوفمبر/تشرين الثاني 2023 إلى أن الصور ومقاطع الفيديو للأنفاق التي نشرها جيش الاحتلال الإسرائيلي تتفق مع الأنفاق التي بنتها حماس.

### صراع فتح وحماس 2007
خلال الصراع بين فتح وحماس في يونيو 2007، وقعت اشتباكات بين فتح وحماس في المستشفى، مما أسفر عن مقتل عضو من كل طرف. وأدُعي أن بعض الجرحى نُقلوا إلى المستشفى وقتلهم مسلحو حماس بعد دخولهم. وأفاد أحد الأطباء في المستشفى بأن «الطاقم الطبي يعاني من الخوف والرعب، وخاصة من مقاتلي حماس، الذين يتواجدون في كل زاوية من المستشفى».

### حرب 2008–2009
خلال حرب غزة 2008–2009، ذكرت صحيفة نيويورك تايمز أن «مسلحين من حماس يرتدون ملابس مدنية يتجولون في القاعات» ويقتلون المتعاونين المزعومين. وزعمت عدة تقارير صادرة عن مسؤولين في جهاز الأمن الداخلي الإسرائيلي (الشاباك) أن حماس استخدمت مستشفى الشفاء كمخبأ وملجأ، مع علمها بأنه سيكون بمنأى عن الغارات الجوية. وكان من الصعب تأكيد الاتهامات الإسرائيلية لأن إسرائيل كانت قد حظرت على الصحفيين دخول غزة في ذلك الوقت. وقال برنامج «زاوية واسعة» على قناة بي بي إس، والذي أجرى مقابلة مع طبيب من غزة فضل عدم الكشف عن هويته، إنه يعتقد أن مسؤولين من حماس كانوا حاضرين تحت المستشفى.
في عام 2009، اتهمت وزارة الصحة الفلسطينية، التي تديرها السلطة الفلسطينية في الضفة الغربية، أعضاء حماس بالسيطرة على أقسام مستشفى الشفاء.

### في حرب غزة 2014
خلال حرب غزة عام 2014، وصف الصحفيون والكتّاب المستشفى بأنه المقر الفعلي لحركة حماس. وقد وثقت منظمة العفو الدولية كيف استخدمت قوات حماس المناطق المهجورة في المستشفى لاختطاف وتعذيب وقتل الفلسطينيين المتهمين بالتعاون مع إسرائيل.

### في حرب إسرائيل وغزة
خلال حرب غزة، قال جيش الاحتلال الإسرائيلي إن المستشفى كان يستخدم كمركز قيادة وسيطرة رئيسي لحماس، ونتيجة لذلك أصبح هدفًا رئيسيًا أثناء حصار غزة، مما أدى إلى حصار المستشفى ثم احتلالها. وقد نفت حماس ومديرو المستشفى هذا الموقف، حيث نفوا وجود أنفاق تحت المستشفى، وطلبوا من المجتمع الدولي إرسال وفد إلى المستشفى للتحقق من ادعاءاتهم. وقد أكدت أجهزة الاستخبارات الأميركية مراراً وتكراراً أنها، استناداً إلى معلوماتها الاستخباراتية الخاصة، تتفق مع تقييم إسرائيل ومن خلال التحقيقات مع مسلحي حماس الذين تم القبض عليهم، والذين قالوا إن هناك مجمعاً واسع النطاق تحت الأرض تحت المستشفى.

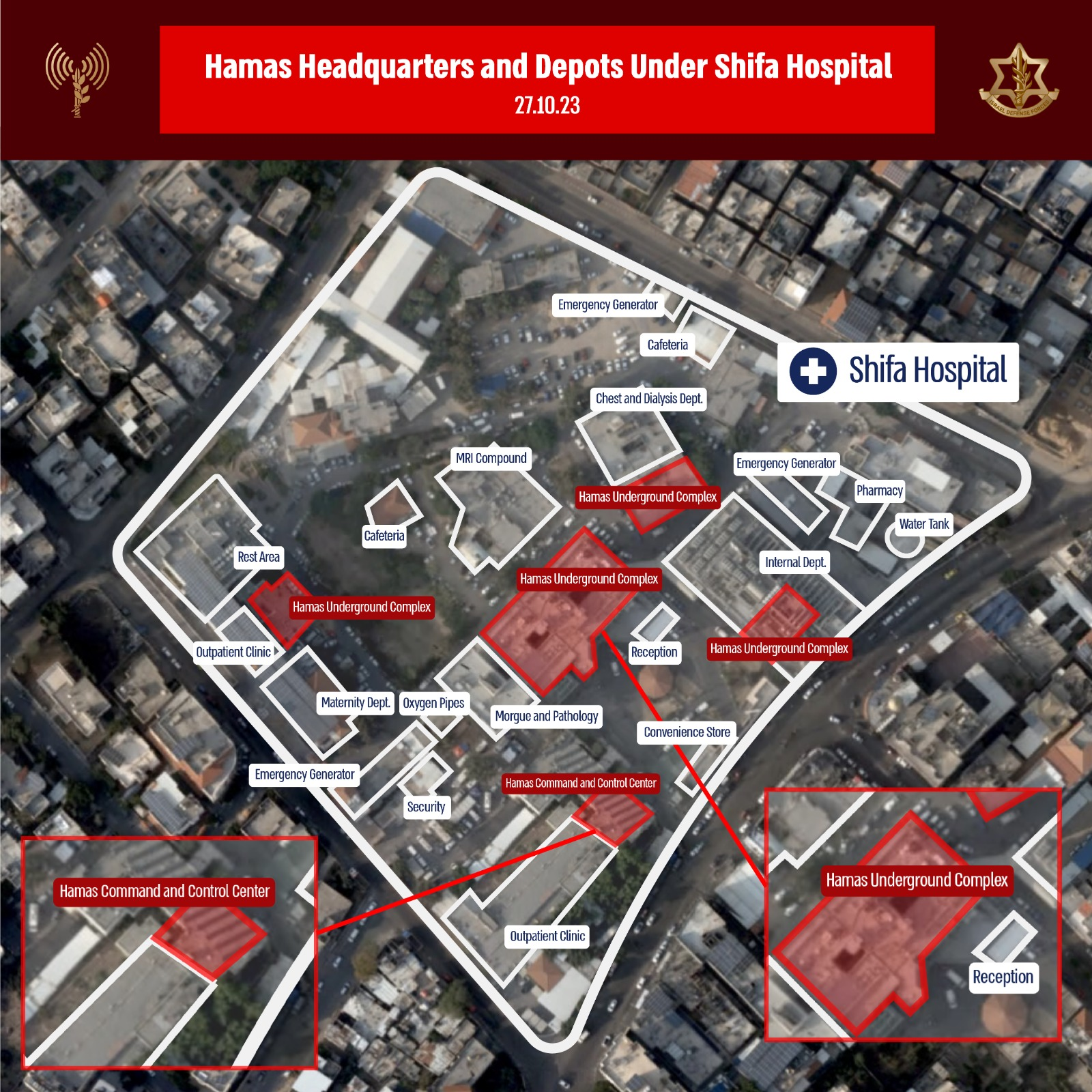
خريطة نشرتها وحدة المتحدث باسم جيش الاحتلال الإسرائيلي تزعم استخدام مجمع مستشفى الشفاء لأغراض عسكرية.

وكان تصور وسائل الإعلام مختلطا؛ ففي حين خلصت إلى وجود شبكة من الأنفاق تحت المستشفى وأن حماس استخدمت المستشفى لاحتجاز الأسرى، فقد وجدت أيضا أن الأدلة الإسرائيلية لم تكن كافية لإثبات أن الأنفاق كانت مركز قيادة وتحكم أو أن نقاط الوصول إلى الشبكة كانت موجودة داخل أجنحة المستشفى. وبحسب إسرائيل فإن السبب وراء ذلك هو وجود ألغام منعتهم من استكشاف النفق المكتشف بالكامل.

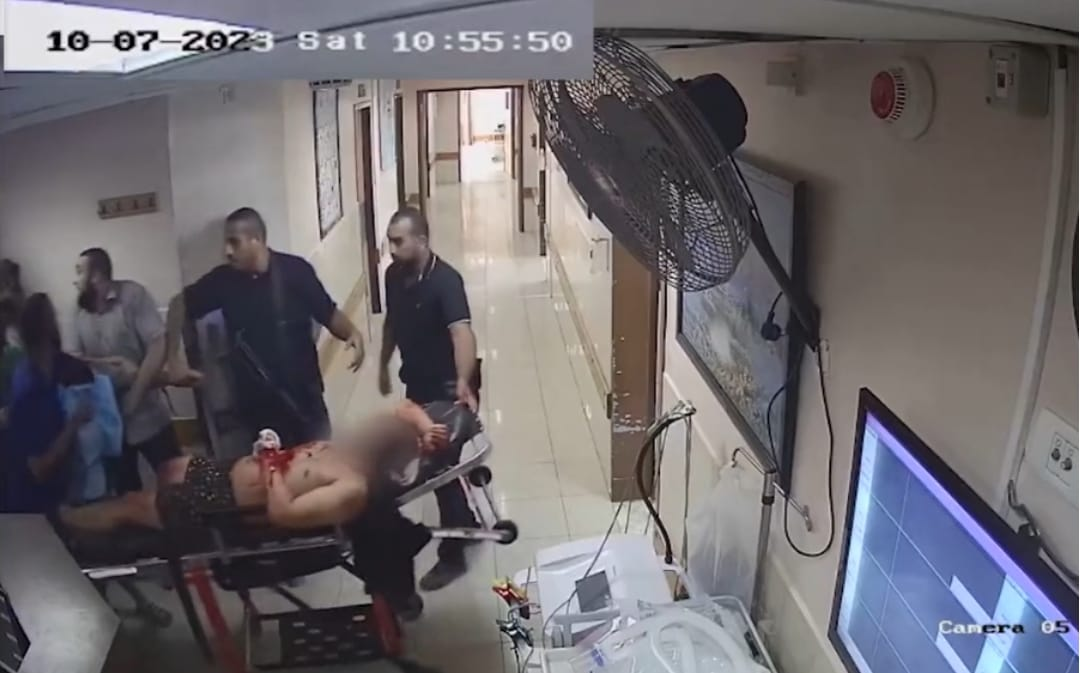
لقطات من كاميرات المراقبة تظهر مسلحين من حركة حماس برفقة أسير جريح داخل المستشفى. رفضت حماس اللقطات، قائلة إنها أخذت الأسرى إلى المستشفيات مرارًا وتكرارًا لتلقي الرعاية الطبية، «خاصة وأن بعضهم أصيبوا في الغارات الجوية» التي شنتها إسرائيل. وذكرت حماس أيضًا أن ادعاء إسرائيل باستخدام مستشفى الشفاء لاحتجاز الأسرى «مضلل وكاذب»، مؤكدة أن الأسرى تلقوا العلاج في المستشفيات.

ونشر جيش الاحتلال الإسرائيلي صورا تظهر «الزي العسكري، و11 بندقية، وثلاث سترات عسكرية، واحدة عليها شعار حماس، وتسع قنابل يدوية، ومصحفين، وسلسلة من سبحات الصلاة، وصندوق من التمر». وقال المستشار القانوني السابق لوزارة الخارجية الأميركية برايان فينوكين: «إن هذه الأسلحة في حد ذاتها لا تبدو كافية لتبرير الهوس العسكري بالشفاء، حتى لو وضعنا القانون جانباً».
وبعد نشر الصور الإسرائيلية، أبدى المحلل السياسي البارز في قناة الجزيرة مروان بشارة تشككه، لأن حماس لم تترك السلاح ولا شيء غيره.
صرح معين رباني، وهو محلل متخصص في شؤون الشرق الأوسط، للجزيرة، «لقد غزت القوات الإسرائيلية مستشفى الشفاء وبقيت بداخله لمدة 12 ساعة كاملة – بعد أن رفضت أي جهة مستقلة مرافقتهم – والآن من المفترض أن نصدق أن هناك مسلحين من حماس كانوا يطاردون من قبل الجيش الإسرائيلي ولكنهم تركوا أسلحتهم خلفهم بطريقة أو بأخرى؟»
وواصلت قوات الاحتلال الإسرائيلي تفتيش المنشأة لليوم الثاني على التوالي، حيث اكتشفت ما وصفته بمدخل نفق في محيط مجمع المستشفى، رغم أنها لم تدخله خشية وجود ألغام. قام صحفيو صحيفة نيويورك تايمز بزيارة الموقع وتأكدوا من وجود عمود خرساني ينزل إلى الأرض، ومن إمكانية رؤية الأسلاك الكهربائية والسلم، على الرغم من أنهم لم يتمكنوا من تحديد مدى عمق العمود أو إلى أين يؤدي. وقال الجيش إن عملية البحث سوف تستغرق وقتا.
صرح جيريمي سكاهيل من موقع «ذا إنترسيبت» لقناة الجزيرة الإنجليزية إن «الإسرائيليين لديهم سجل طويل من الكذب، وترويج المعلومات الكاذبة، ونشر مقاطع فيديو مزورة». وزعم فيما يتعلق بالأدلة أنه رأى عددًا من الأسلحة في منازل الأميركيين أكبر من العدد الموجود في البنتاغون المزعوم التابع لحماس تحت مستشفى الشفاء. صرح نتنياهو في مقابلة مع شبكة سي بي إس أن الحكومة الإسرائيلية لديها «مؤشرات قوية» على وجود أسرى في مستشفى الشفاء، وهو أحد الأسباب التي دفعتها إلى دخول المستشفى، وأضاف «أعتقد أنه كلما قل الحديث عن الأمر كان ذلك أفضل». في 16 نوفمبر، أفاد جيش الاحتلال الإسرائيلي بالعثور على جثة يهوديت فايس في مبنى قريب من المستشفى، وهي امرأة تبلغ من العمر 65 عامًا أسرت في كيبوتس بئيري. في 17 نوفمبر/تشرين الثاني، عثرت قوات الاحتلال الإسرائيلية على جثة الرقيب نوح مارسيانو البالغة من العمر 19 عاماً في مبنى بجوار المستشفى.
وأشار جيريمي بوين، محرر الشؤون الدولية في بي بي سي نيوز، إلى عدم وجود أي رقابة مستقلة داخل المستشفى، لأن الصحفيين يعملون تحت رعاية الجيش الإسرائيلي. كما ذكر أن الأدلة المقدمة لم تكن مقنعة بما يكفي لإثبات أن «هذا كان مركزًا عصبيًا لعملية حماس». في 17 نوفمبر 2023، زعم صحفيو صحيفة الإندبندنت أن «إسرائيل لم تقدم أدلة تشير إلى وجود مقر واسع النطاق تحت المستشفى». وأشار تحليل شبكة سي إن إن إلى أن إسرائيل أعادت ترتيب الأسلحة قبل السماح للصحافة بالدخول إلى المستشفى.
في 19 نوفمبر/تشرين الثاني، نشر جيش الاحتلال الإسرائيلي لقطاتٍ أسفل فتحة نفقٍ زعم أنها شبكة أنفاق تابعة لحماس. أظهرت اللقطات فتحة نفقٍ تحتوي على درجٍ حلزونيٍّ بعمق ثلاثة أمتار تقريبًا، ويمتد لمسافة سبعة أمتار حتى يصل إلى جزءٍ من شبكة أنفاق. يستمر النفق خمسة أمتار قبل أن ينعطف يمينًا ويستمر لمسافة 50 مترًا أخرى. في نهايته، يوجد بابٌ مضادٌ للانفجار، وما وصفه جيش الاحتلال الإسرائيلي بأنه فتحةٌ للمدفع.[محل شك][بحاجة لمصدر أفضل] وقال منير البرش مدير عام وزارة الصحة في غزة إن البيان الإسرائيلي بشأن النفق «كذب محض» وأن قوات الجيش الإسرائيلي كانت متواجدة بالفعل في مجمع الشفاء الطبي منذ ثمانية أيام. في وقت لاحق من ذلك اليوم، نشر جيش الاحتلال الإسرائيلي أيضًا تسجيلات كاميرات مراقبة التقطتها كاميرات المستشفى، تُظهر مجموعة من الرجال يُدخلون رهينتين بالقوة إلى المستشفى. ردّت حماس برفض التسجيل، حيث صرّح عزت الرشق، العضو البارز في المكتب السياسي، بأنهم نقلوا عدة أسرى إلى المستشفيات مرارًا وتكرارًا لتلقي الرعاية الطبية، «لا سيما وأن بعضهم أصيب في غارات جوية» إسرائيلية. وأضاف: «لقد نشرنا صورًا لكل ذلك، والمتحدث باسم الجيش يتصرف كما لو أنه اكتشف أمرًا لا يُصدق». وأضافت حماس أن ادعاء إسرائيل باستخدام مستشفى الشفاء لاحتجاز الأسرى «مضلل وكاذب»، مؤكدة أن الأسرى تلقوا العلاج في المستشفيات قبل إعادتهم إلى أماكن احتجازهم.
في اليوم نفسه، زارت شبكة سي إن إن بئر النفق وأكدت وجود نفق بالقرب من المستشفى، ووصفته بأنه بئر ضخم ينحدر بعمق عشرة أمتار تحت الأرض، ويضم عمودًا مركزيًا يشبه محور درج حلزوني. ووفقًا لفيديو عرضه جيش الاحتلال الإسرائيلي، كان يوجد بالفعل درج حلزوني في عمق البئر. ونفت حماس ومسؤولو الصحة وجود شبكة أنفاق تحت المستشفى.
في 23 نوفمبر/تشرين الثاني 2023، أكدت إسرائيل أنها احتجزت مدير المستشفى الدكتور محمد أبو سلمية أثناء إخلائه المرضى لاستجواب المدير حول الأدلة التي تشير إلى أن مستشفى الشفاء «كان بمثابة مركز قيادة وسيطرة لحماس»، وهو ما نفاه أبو سلمية وحماس.
وقد قامت صحيفة واشنطن بوست بتحليل المواد التي نشرتها إسرائيل علناً، إلى جانب صور الأقمار الصناعية وغيرها من المواد المتاحة للعامة، وخلصت إلى أن الغرف المتصلة بشبكة الأنفاق لم تظهر «أي دليل فوري على الاستخدام العسكري من قبل حماس»، وأن كل المباني التي حددها المتحدث باسم جيش الاحتلال الإسرائيلي دانييل هاجاري بأنها «متورطة بشكل مباشر» في النشاط العسكري لحماس لم تكن على ما يبدو متصلة بأي شبكة أنفاق، وأنه لم يتم نشر أي دليل يظهر أنه يمكن الوصول إلى شبكة الأنفاق من أي جزء من المستشفى. وفي أعقاب الهجوم الثاني على مستشفى الشفاء، والذي وقع في شهر مارس/آذار التالي، قال عقيد إسرائيلي لصحيفة واشنطن بوست إن عناصر حماس كانوا يعملون في مكاتب وأجنحة فوق الأرض في الأشهر الأخيرة، وأن استخدام الأنفاق كان أقل أهمية.
في 2 يناير/كانون الثاني 2024، أكدت الاستخبارات الأميركية اعتقادها بأن حماس استخدمت مستشفى الشفاء كمركز قيادة واحتجاز أسرى إسرائيليين، وذكرت في تقييم لها أن حماس «استخدمت مجمع مستشفى الشفاء والمواقع الواقعة تحته لإيواء البنية التحتية للقيادة، وممارسة بعض أنشطة القيادة والسيطرة، وتخزين بعض الأسلحة، واحتجاز عدد قليل من الأسرى على الأقل». ومع ذلك، ذكرت التقارير الإخبارية في اليوم التالي أن التصريحات الإسرائيلية والأمريكية لا تعتبر دليلا قاطعا على استخدام حماس لمستشفى الشفاء.
في 12 فبراير/شباط 2024، أشارت وثائق استخباراتية إسرائيلية سرية حصلت عليها صحيفة نيويورك تايمز واطلعت عليها إلى أن حماس قامت بتخزين الأسلحة والاحتماء في المستشفى، باستخدام أنفاق يبلغ طولها 213 متراً، وهو ضعف الحجم المعروف سابقاً. وتضمنت الأنفاق مخابئ وغرف معيشة وغرف كمبيوتر واتصالات، وأظهرت وثائق مؤكدة أن حماس كانت تخفي أنشطتها باستخدام المستشفى. وأكدت صحيفة التايمز أيضًا أن النفق يقع تحت مركز الجراحة. يؤكد المقال أن «الجيش الإسرائيلي، مع ذلك، واجه صعوبة في إثبات أن حماس احتفظت بمركز قيادة وتحكم تحت المنشأة. ويقول منتقدو الجيش الإسرائيلي إن الأدلة لا تدعم ادعاءاته السابقة، مشيرين إلى أنه وزع مواد قبل الغارة تُظهر خمسة مجمعات تحت الأرض، وقال أيضًا إنه يمكن الوصول إلى شبكة الأنفاق من عنابر داخل مبنى مستشفى».
في 18 مارس 2024، نفذت قوات الاحتلال الإسرائيلية غارة ليلية على مستشفى الشفاء، قائلة إن كبار قادة حماس أعادوا تنظيم صفوفهم داخل المنشأة وكانوا يستخدمونها لشن هجمات. انسحبت قوات الاحتلال الإسرائيلية من المستشفى في الأول من أبريل، وأعلنت مقتل جنديين إسرائيليين ونحو 200 مسلح فلسطيني في الاشتباكات، بينما تم اعتقال 900 من المشتبه بهم من المسلحين، تم التعرف على 500 منهم كأعضاء في حماس والجهاد الإسلامي. وذكر الدفاع المدني الفلسطيني أنهم عثروا على ما لا يقل عن 409 جثة لفلسطينيين قتلوا في المستشفى والحي الذي يقع فيه بعد انسحاب قوات الاحتلال الإسرائيلي. وذكرت منظمة الصحة العالمية أن 21 مريضا على الأقل لقوا حتفهم في الغارة. تم تدمير معظم المجمع أثناء الحصار.
وزعم جيش الاحتلال الإسرائيلي أنه عثر على رصاص وقنابل يدوية ومجموعة متنوعة من الأسلحة الصغيرة الأخرى في مستشفى الشفاء ومستشفيات أخرى في قطاع غزة. ويسمح للمقاتلين والمدنيين بتلقي العلاج في نفس المرافق المشتركة، كما يتم حماية كلا المجموعتين من المرضى. إنهم لا يستبعدون المستشفيات من وضع الحماية كمرافق طبية، ولكن يبقى من غير القانوني مهاجمة المستشفيات ومن غير القانوني عرقلة الطاقم الطبي أثناء أداء واجباته.

## الحملة الإعلامية الإسرائيلية لعام 2023
قبل الحصار وبعده، انخرطت الحكومة الإسرائيلية في حملة علاقات عامة تهدف إلى تبرير حصارها واستيلائها على المستشفى. في 11 نوفمبر/تشرين الثاني، نشرت وزارة الخارجية الإسرائيلية على تويتر مقطع فيديو يُزعم أنه لممرضة في مستشفى الشفاء، حيث تدعم فيه مزاعم إسرائيل بشأن استخدام حماس للمستشفى. ووصفت صحيفة «ذا نيشن» الحملة بأنها دعاية، وذكرت أن الفيديو تعرض للسخرية على نطاق واسع، حيث شكك العديد من العرب في صحته، وقامت الوزارة بحذف التغريدة في يوم واحد. وفي تعليقها على الفيديو، قالت صحيفة ديلي بيست : «كان كل شيء فيه يذكرني بمسرحية مدرسية، بدءًا من اللهجة المبتذلة التي بدت وكأنها مقتبسة من مسلسل إسرائيلي، وصولًا إلى نقاط الحديث المكتوبة بدقة عن جيش الاحتلال الإسرائيلي والتي كانت تتدفق على لسانها». ووجدت قناة فرانس 24 أن الفيديو ربما كان مُدبرًا.
وقال بعض الخبراء إن الأدلة المشكوك فيها مثل الادعاء بأن التقويم العربي كان جدول نوبات عمل حماس، وعرض الستائر كدليل على تصوير مقاطع فيديو للأسرى، من شأنها أن تضعف مصداقية إسرائيل. صرح المحلل الجيوسياسي البريطاني إتش إيه هيلير ‏ قائلاً: «المفارقة هي أنهم قد يجدون شيئًا ولا أحد سيصدقهم، وفي هذه المرحلة، أصبحت مصداقيتهم في خطر». وأضاف: «نحن لا نأخذ على محمل الجد ما تقوله جماعة إرهابية، لكننا نأخذ على محمل الجد ما يقوله جيش، وخاصةً إذا كان حليفًا لنا». لذا، بطبيعة الحال، نلتزم بمعايير أعلى. وصرح محمد شحادة، رئيس البرامج والاتصالات في المرصد الأورومتوسطي لحقوق الإنسان، عن الشروط التي فرضتها إسرائيل على وسائل الإعلام خلال جولاتها المُشرفة في مستشفى الشفاء، والتي وافقت فيها هذه الوسائل أساسًا على بثّ مواد دعائية، قائلاً: «لا يُسمح لكم بالتحدث إلى أي فلسطيني أو غزّي للاعتراض على ما يُلقّنكم إياه جيش الاحتلال الإسرائيلي. لا يُسمح لكم بتجاوز الجولة التي يُنظّمها جيش الاحتلال الإسرائيلي، لذا عليكم الالتزام بما يُريد جيش الاحتلال الإسرائيلي أن يُريكم إياه وإلى أين يأخذكم. ويجب عليكم مراجعة المواد معهم قبل نشرها، حتى لا تكون نتيجة ذلك صحافة، بل دعاية».
رئيس منظمة الصحة العالمية وصف الغارة الإسرائيلية على المستشفى بأنها «غير مقبولة على الإطلاق».
وفي مقال نشره موقع «ذا إنترسيبت»، أشار جيريمي سكاهيل أيضًا إلى محاولات إسرائيل لتبرير حصارها للمستشفى باعتبارها دعاية. وأشار سكاهيل إلى أن إسرائيل نشرت قبل الحصار رسوماً متحركة تصور مركز قيادة وسيطرة متطوراً تحت الأرض تابعاً لحماس، ورأى أن الأدلة التي قدمتها قوات الاحتلال الإسرائيلية بعد السيطرة على المستشفى لم تكن مثيرة للإعجاب. وأشار سكاهيل إلى أنه ليس سرا أن هناك أنفاقا وغرفا تحت الأرض في مجمع مستشفى الشفاء، وأضاف أن إسرائيل ساعدت في بنائها واستأجرت مسلحين من حماس كحراس لحماية المقاولين الذين عملوا في المرافق تحت الأرض في الثمانينيات. وقال سكاهيل إنه ينبغي أن تُطلب أدلة ملحوظة من إسرائيل وأنصارها لإثبات مزاعمهم المذهلة، وإذا فشلوا في ذلك، فيجب محاسبتهم على الهجمات على المستشفى، والتي أثرت بشكل غير متناسب على المدنيين الجرحى والمرضى. ومن ناحية أخرى، كتب سكاهيل أن حماس يجب أن تتحمل المسؤولية أيضًا إذا ثبت أنها استخدمت المستشفى كمركز قيادة وتحكم.